# Lara-B
Lara-B (Lara Baruca), slovenska pevka in skladateljica zabavne glasbe, * 1. avgust 1979, Koper. 
Njen oče Adriano Baruca je pevec in kitarist, stric Armando pa bobnar in manager v glasbeni skupini Platana. Lara je pri sedmih letih začela igrati klavir. Leta 1992 je začela s petjem in s pisanjem glasbe in besedil. Slovenski javnosti je postala bolje poznana s Kocjančičevo uspešnico Ti si se bal, s katero je nastopila na Slovenskem predizboru za evrovizijsko popevko, EMA 1999. Lara je leta 2000 po enoletnem izobraževanju opravila izpit za tonskega mojstra.

## Festivali

### Melodije morja in sonca

#### Mladi MMS
- 1993: 15 let - s skupino Den Baruca
- 1994: Sanje
- 1995: Hudič izgublja moč (nagrada žirije)

#### Nova scena
- 1998: Ta trenutek - z bandom
- 1999: Sonce in luna (zmaga po mnenju strokovne žirije radijskih postaj)

### Slovenska popevka
- 1999: Moja zvezda - nagrada za najboljšega debitanta

### EMA
- 1999: Ti si se bal - 5. mesto (22 točk)

## Diskografija
- Hudič izgublja moč (1997)
- Kar ne piše (1999)
- Beenarni sistem (2001)
- Mindhacker (2005)
- X (2007)

## Gledališka glasba
- Behind that curtain 2002
- Confi-dance 2003
- Glasba in gib 2004
- Tihe resnice 2005